# Saint-Marcel-Paulel
Saint-Marcel-Paulel – miejscowość i gmina we Francji, w regionie Oksytania, w departamencie Górna Garonna.
Według danych na rok 1990 gminę zamieszkiwało 345 osób, a gęstość zaludnienia wynosiła 49 osób/km² (wśród 3020 gmin regionu Midi-Pireneje Saint-Marcel-Paulel plasuje się na 724. miejscu pod względem liczby ludności, natomiast pod względem powierzchni na miejscu 1324.).

## Zabytki

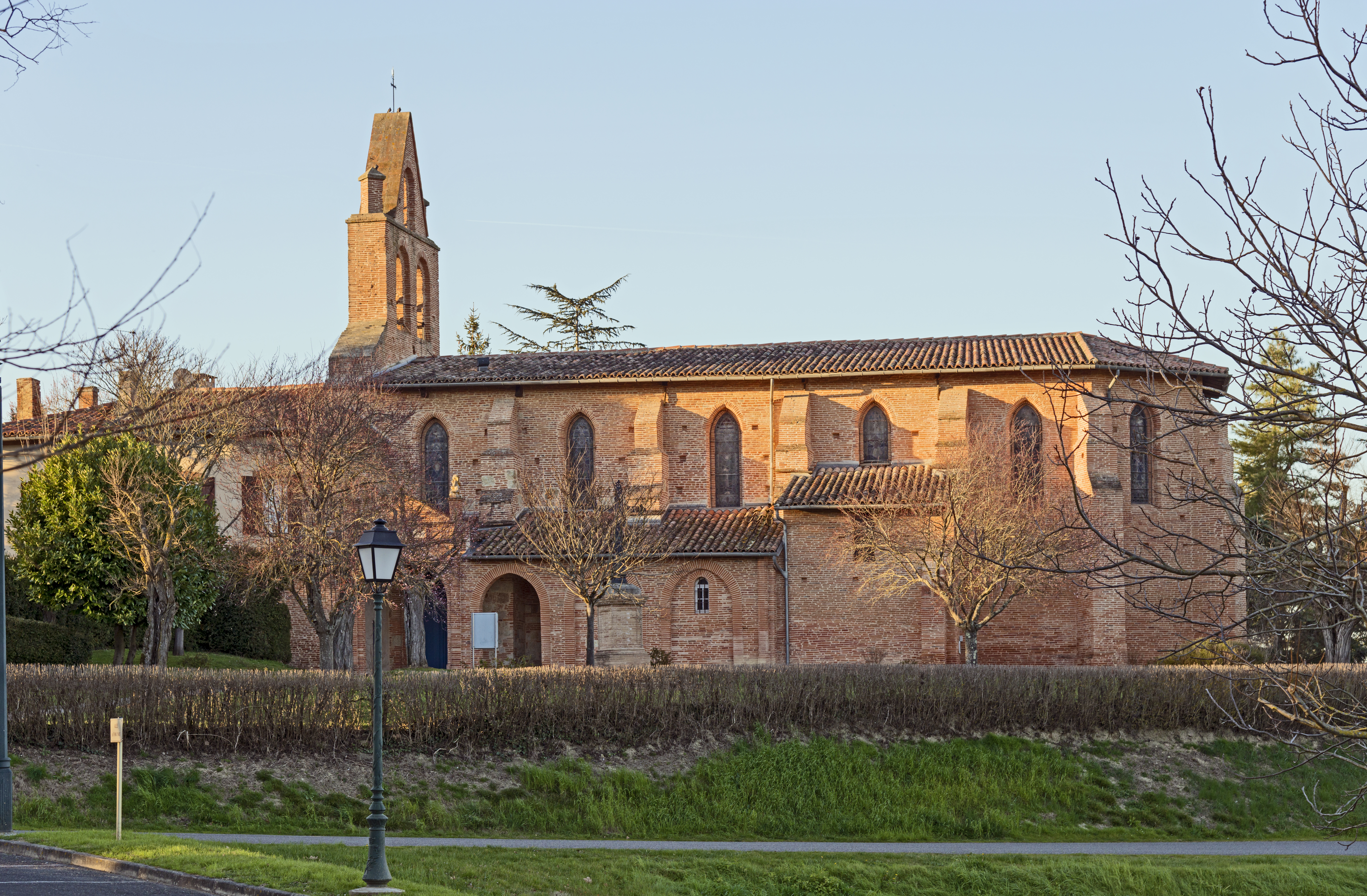
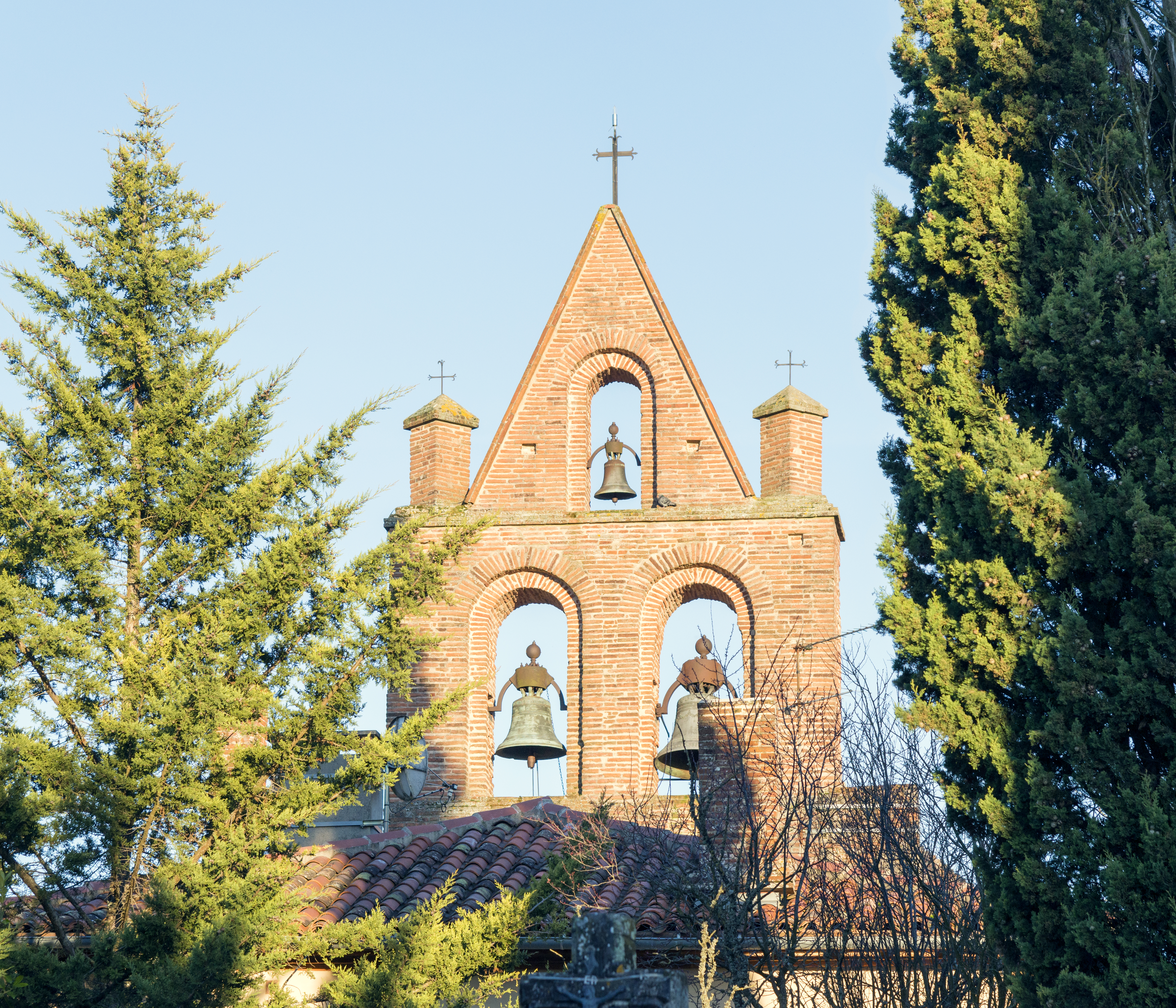
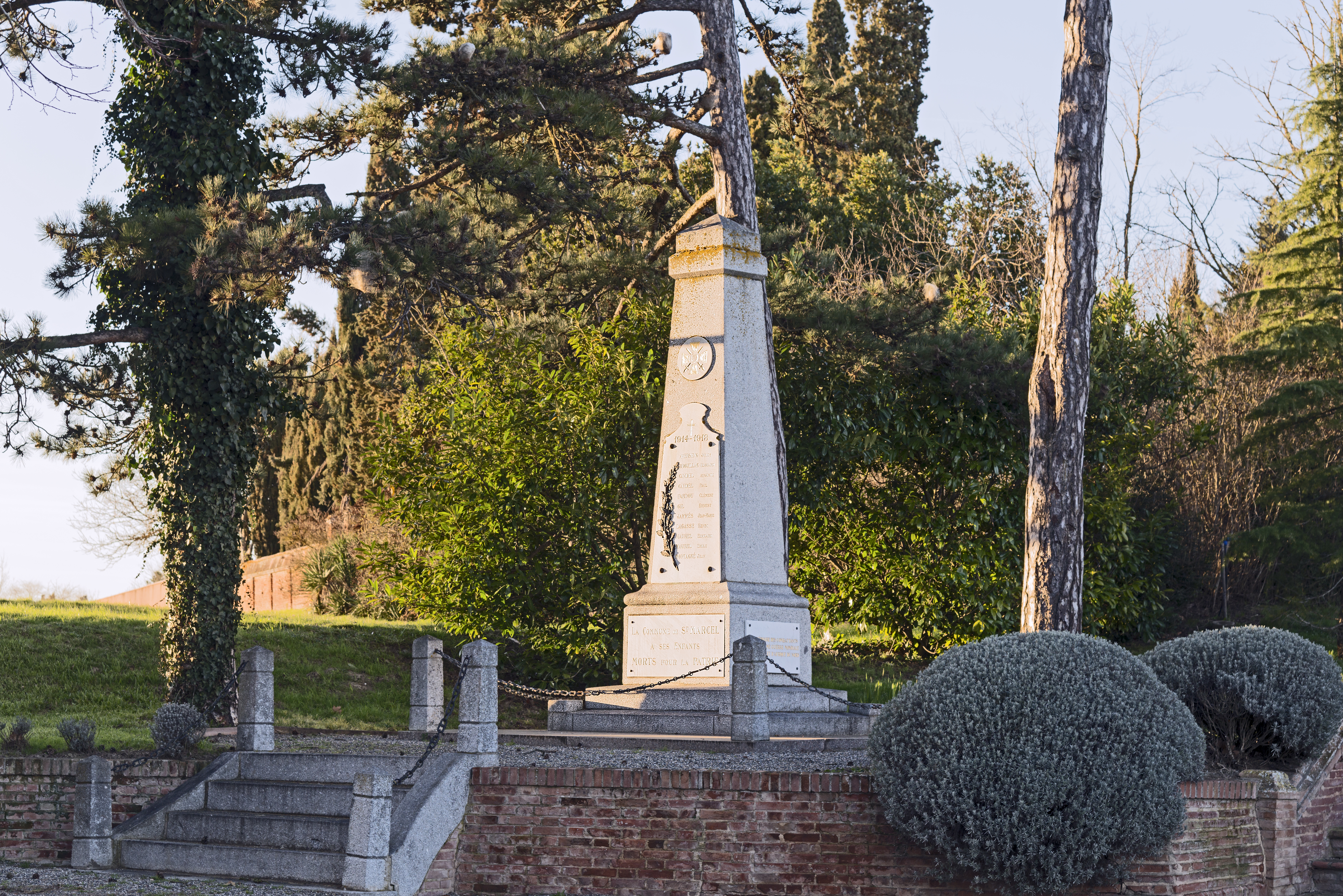